# Richfield Springs
Richfield Springs és una població dels Estats Units a l'estat de Nova York. Segons el cens del 2000 tenia 1.255 habitants.

## Demografia
Segons el cens del 2000, Richfield Springs tenia 1.255 habitants, 536 habitatges, i 324 famílies. La densitat de població era de 484,6 habitants per km².
Dels 536 habitatges en un 22,8% hi vivien nens de menys de 18 anys, en un 47% hi vivien parelles casades, en un 9,7% dones solteres, i en un 39,4% no eren unitats familiars. En el 34% dels habitatges hi vivien persones soles el 19% de les quals corresponia a persones de 65 anys o més que vivien soles. El nombre mitjà de persones vivint en cada habitatge era de 2,27 i el nombre mitjà de persones que vivien en cada família era de 2,93.
Per edats la població es repartia de la següent manera: un 20,7% tenia menys de 18 anys, un 7,1% entre 18 i 24, un 22,1% entre 25 i 44, un 27,1% de 45 a 60 i un 23% 65 anys o més.
L'edat mediana era de 45 anys. Per cada 100 dones de 18 o més anys hi havia 79,3 homes.
La renda mediana per habitatge era de 30.170 $ i la renda mediana per família de 40.956 $. Els homes tenien una renda mediana de 29.097 $ mentre que les dones 20.455 $. La renda per capita de la població era de 16.865 $. Entorn del 7,1% de les famílies i el 12,2% de la població estaven per davall del llindar de pobresa.